# Raggio di Bohr
Nel modello di Bohr dell'atomo di idrogeno, il raggio di Bohr (spesso indicato con il simbolo {\displaystyle a_{0}}) è il raggio dell'orbita più interna, nello stato fondamentale dell'atomo, pari a:
{\displaystyle a_{0}={{4\pi \varepsilon _{0}\hbar ^{2}} \over {m_{e}e^{2}}}={\frac {\hbar }{m_{e}\,c\,\alpha }}}
dove:
- {\displaystyle \varepsilon _{0}} è la permittività elettrica del vuoto,
- {\displaystyle \hbar ={\frac {h}{2\pi }}} la costante di Planck ridotta o costante di Dirac,
- {\displaystyle m_{e}} la massa dell'elettrone,
- {\displaystyle e} la carica dell'elettrone,
- {\displaystyle \alpha } la costante di struttura fine.

In accordo con i valori CODATA del 2010, il raggio di Bohr vale 5,291777721092×10−11 m (0,53 Å).
Il raggio di Bohr viene spesso utilizzato come unità di lunghezza in fisica atomica, nel sistema denominato "Unità atomiche".

## Deduzione dal modello di Bohr
Bohr, per ricavare i raggi delle orbite dell'elettrone, fece l'ipotesi che il momento angolare dell'elettrone fosse quantizzato:
{\displaystyle L=m_{e}vr=\hbar n\ (n\in \mathbb {N} )} e quindi:
{\displaystyle v^{2}={\frac {\hbar ^{2}n^{2}}{m_{e}^{2}r^{2}}}}.
Da questa ipotesi, eguagliando l'espressione della forza centripeta con l'attrazione coulombiana elettrone-nucleo si ricava:
{\displaystyle {\frac {m_{e}v^{2}}{r}}={\frac {1}{4\pi \epsilon _{0}}}{\frac {e^{2}}{r^{2}}}}
semplificando e sostituendo l'espressione per {\displaystyle v^{2}} trovata sopra:
{\displaystyle {\frac {\hbar ^{2}n^{2}}{m_{e}r}}={\frac {e^{2}}{4\pi \epsilon _{0}}}}
e infine:
{\displaystyle r={\frac {4\pi \epsilon _{0}\hbar ^{2}}{m_{e}e^{2}}}n^{2}}
che per n=1 (stato fondamentale) riproduce il risultato aspettato.

## Interpretazione quantistica
In meccanica quantistica la visione dell'elettrone su orbite rigide cade e si parla più propriamente di una densità di probabilità per la posizione dell'elettrone nello spazio.
Un'interpretazione del raggio di Bohr può essere data dal reciproco del valor medio di {\displaystyle r^{-1}}, ovvero in formule:
{\displaystyle a_{0}=\left(\int _{0}^{\infty }r^{-1}\rho _{10}(r)dr\right)^{-1}}, dove {\displaystyle \rho _{10}(r)} è la densità di probabilità radiale dello stato fondamentale che vale: {\displaystyle \rho _{10}(r)=4r^{2}a_{0}^{-3}e^{-{\frac {2r}{a_{0}}}}}. Questa funzione, inoltre, ha un massimo proprio in {\displaystyle a_{0}}.